# 什利亞赫 (哈爾科夫州)
49°55′31″N 35°45′17″E / 49.92528°N 35.75472°E
什利亞赫（羅馬化：Shliakh）是位於烏克蘭東部的村莊，由哈爾科夫州博霍杜希夫區的瓦爾基市鎮負責管轄。該村始建於1695年，面積6.23平方公里，海拔高度211米，2001年人口541，人口密度每平方公里86.8人。